# Lanthanomelissa betinae
Lanthanomelissa betinae är en biart som beskrevs av Urban 1996. Lanthanomelissa betinae ingår i släktet Lanthanomelissa och familjen långtungebin. Inga underarter finns listade i Catalogue of Life.